# Frankens Ecke

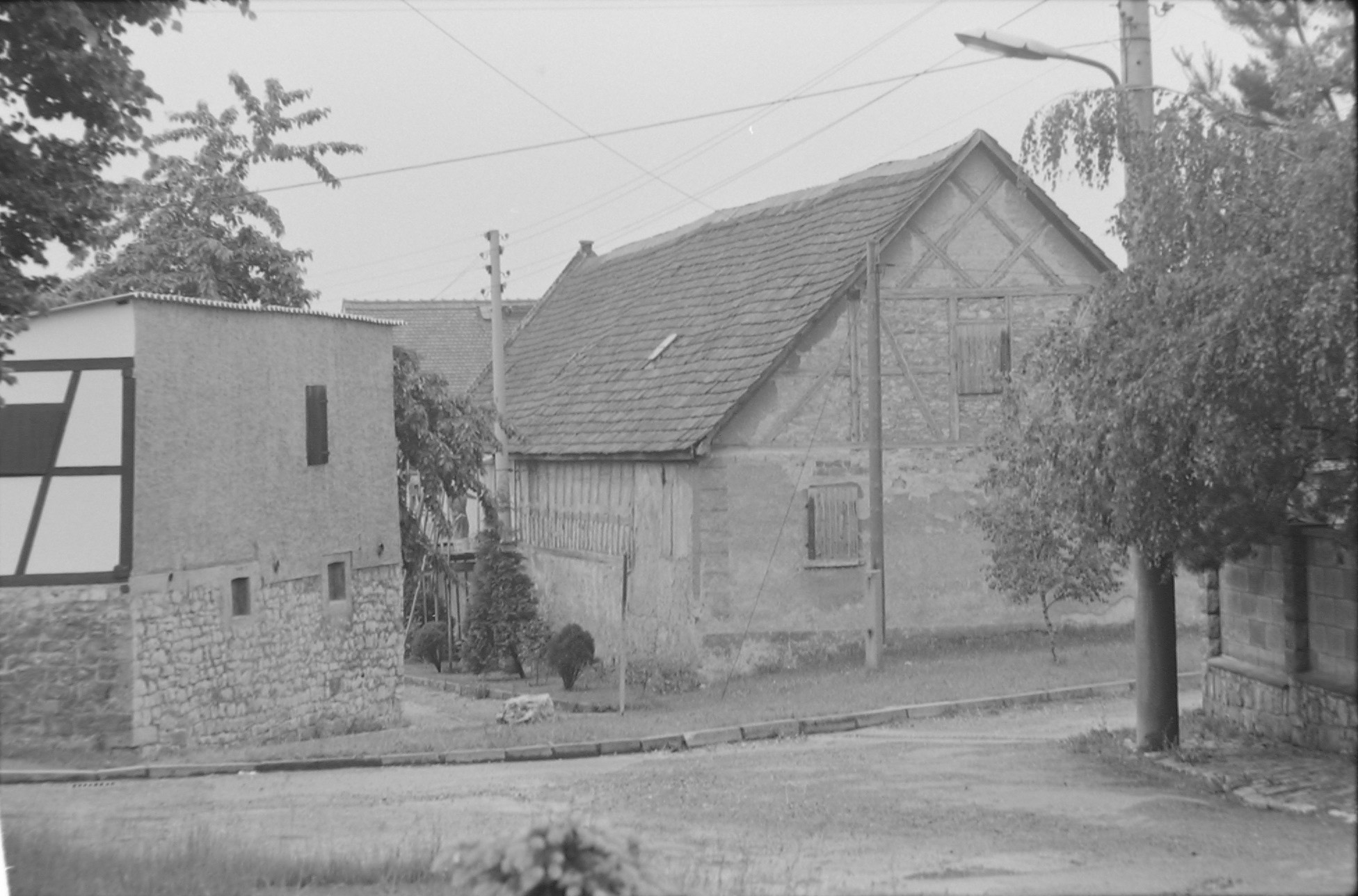
Teil von Frankens Ecke 1989

Frankens Ecke im Weimarer Ortsteil Gaberndorf ist ein altes Bauerngehöft. Dieses ist denkmalgeschützt.

## Geschichte
Der Namensgeber war der einstige Besitzer des Hofes namens Franke. Die Hofanlage im südlichen Ortsteil von Gaberndorf entstand im 19. Jahrhundert durch Zusammenlegung von vier Parzellen. Nach der erfolgten Vereinigung wurden Teile des alten Baubestandes abgebrochen oder durch Umbau umgenutzt. Anstelle eines von insgesamt vier Wohnhäusern entstand 1876 ein neues Wohnhaus, worin man die Keller des vorherigen Wohnhauses aus dem 16./17. Jahrhunderts mit einem Bruchsteintonnengewölbe einbezogen hatte. Diesem Neubau schließt sich nach Westen hin ein 1904 errichtetes Stallgebäude aus Backstein und einem Speichergeschoss aus Fachwerk an. Ein weiteres Wohnhaus stand neben der Scheune. Dieses bildete mit dem Schafstall (abgebrochen 2003) einen Gebäuderiegel. Das Wohnstallhaus ist eines der ältesten Gebäude des Weimarer Landgebietes. Das Fachwerk mit Thüringer Leiter befindet sich über dem Erdgeschoss. Im 19. Jahrhundert erfolgte der Umbau zu einer Wagenremise und der Stall- und Küchenteil mit Ausnahme der Ostwand wurde abgebrochen. Die Wohnstube, eine lehmummantelte Holzstube, blieb erhalten. Besonders wertvoll ist darin die Bretterbohlendecke, deren Hölzer nach einer dendrochronologischen Untersuchung zufolge nach 1462 eingeschlagen wurden.
Die Denkmalliste verzeichnet eine Bohlenstube im Nebengebäude von Frankens Ecke 3. Diese wiederum ist die älteste bekannteste Holzstube in einem Thüringer Bauernhaus in Blockbauweise. Unweit von Frankens Ecke bei Nr. 46 befindet sich ein alter Grenzstein.
In Frankens Ecke befindet sich seit 2020 ein Familiencafé.